# Macrosemimimus
Macrosemimimus is een geslacht van uitgestorven semionotiforme straalvinnige beenvissen uit het Laat-Jura van Duitsland, Engeland en Frankrijk.
De Ettlinggroeve in de Solnhofener kalksteen leverde sinds 2007 veertien visskeletten op die werden beschreven als een of ander lid van de Semionotidae.
De typesoort Macrosemimimus fegerti werd in 2012 benoemd en beschreven door Kerstin M. Schröder, Adriana López-Arbarell en Martin Ebert. De geslachtsnaam betekent 'nabootser (mimos) van de Macrosemiidae'. De soortaanduiding eert Peter Feigert die het paratype JME-ETT 244 aan het Juramuseum doneerde.
Het holotype is JME-ETT 854. 
De typesoort is twintig tot dertig centimeter lang.

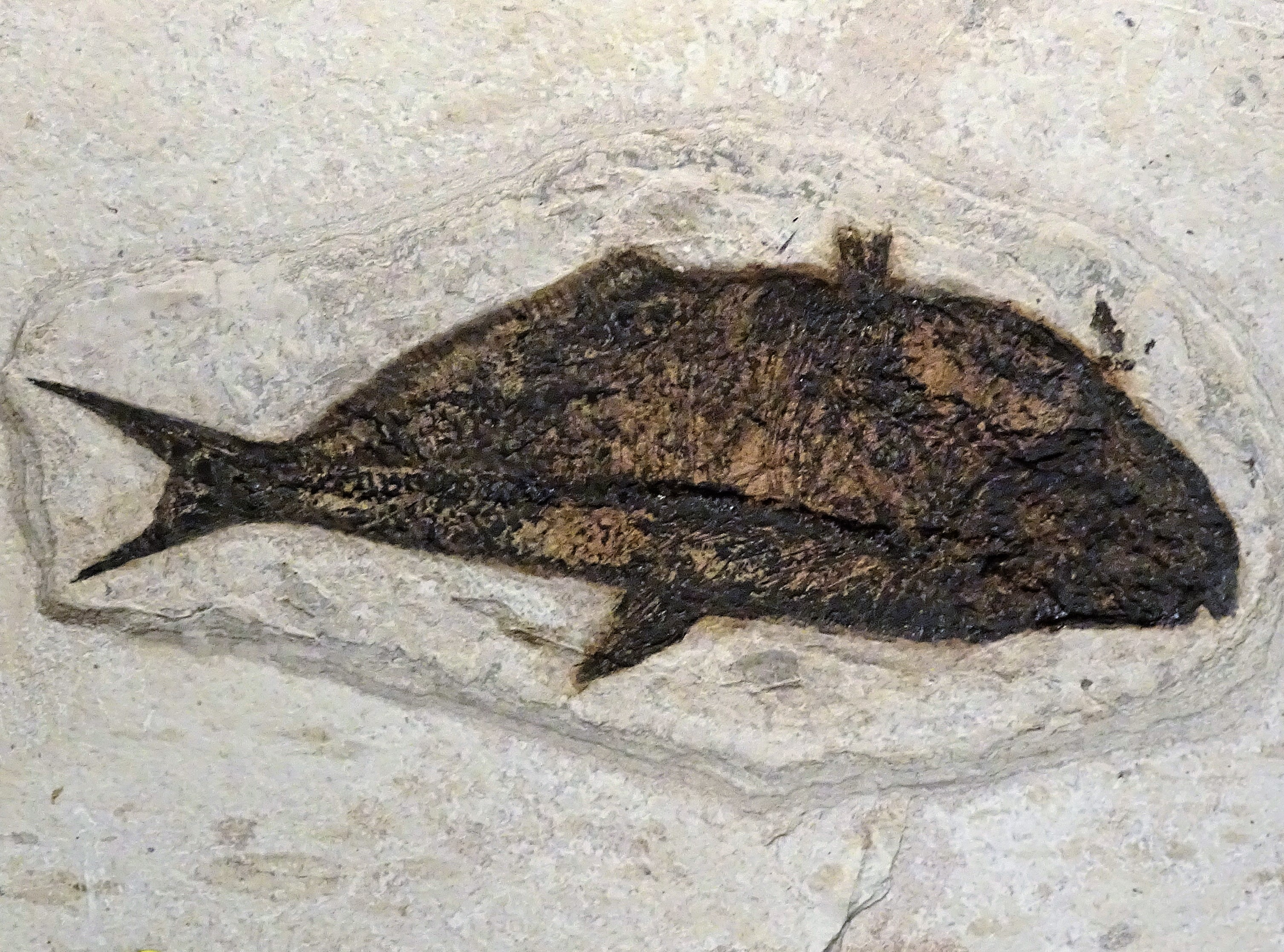
M. lennieri

Tegelijkertijd werd Lepidotes lennieri Sauvage, 1893 hernoemd tot een tweede soort Macrosemimimus lennieri. Deze is bekend uit Normandië en Cambridgeshire. Het holotype is MHNH 7267. Deze soort is zestig centimeter lang.